# 2024 en cyclisme
| Années du cyclisme : 2021 - 2022 - 2023 - 2024 - 2025 - 2026 - 2027    |
| Décennies du cyclisme : 1990 - 2000 - 2010 - 2020 - 2030 - 2040 - 2050 |

Cet article présente les faits marquants de l'année 2024 en cyclisme.

## Évènements

### Janvier
- 16-21 janvier : Tour Down Under  (UCI World Tour)
- 28 janvier : Cadel Evans Ocean Road Race (UCI World Tour)

### Février
- 19-25 février : Tour des Émirats arabes unis (UCI World Tour)
- 24 février : Circuit Het Nieuwsblad (UCI World Tour)

### Mars
- 2 mars : Strade Bianche (UCI World Tour)
- 3-10 mars : Paris-Nice (UCI World Tour)
- 4-10 mars : Tirreno-Adriatico (UCI World Tour)
- 16 mars : Milan-San Remo (UCI World Tour)
- 18-24 mars : Tour de Catalogne (UCI World Tour)
- 20 mars : Classic Bruges-La Panne (UCI World Tour)
- 22 mars : E3 Saxo Bank Classic (UCI World Tour)
- 24 mars : Gand-Wevelgem (UCI World Tour)
- 27 mars : À travers les Flandres (UCI World Tour)
- 31 mars : Tour des Flandres (UCI World Tour)

### Avril
- 1er-6 avril : Tour du Pays basque (UCI World Tour)
- 7 avril : Paris-Roubaix (UCI World Tour)
- 14 avril : Amstel Gold Race (UCI World Tour)
- 17 avril : Flèche wallonne (UCI World Tour)
- 21 avril : Liège-Bastogne-Liège (UCI World Tour)
- 23-28 avril : Tour de Romandie (UCI World Tour)

### Mai
- 1er mai : Eschborn-Francfort (UCI World Tour)
- 4-26 mai : Tour d'Italie (UCI World Tour)

### Juin
- 2-9 juin : Critérium du Dauphiné (UCI World Tour)
- 9-16 juin : Tour de Suisse (UCI World Tour)
- 29 juin-21 juillet : Tour de France (UCI World Tour)

### Août
- 10 août : Classique de Saint-Sébastien (UCI World Tour)
- 12-18 août : Tour de Pologne (UCI World Tour)
- 17 août-8 septembre : Tour d'Espagne (UCI World Tour)
- 25 août : Bretagne Classic (UCI World Tour)
- 28 août-1erseptembre : 
  - Renewi Tour (UCI World Tour)
  - 35e édition du Championnats du monde de VTT.

### Septembre
- 8 septembre : Cyclassics Hamburg (UCI World Tour)
- 13 septembre : Grand Prix cycliste de Québec (UCI World Tour)
- 15 septembre : Grand Prix cycliste de Montréal (UCI World Tour)

### Octobre
- 12 octobre : Tour de Lombardie (UCI World Tour)
- 15-20 octobre : Tour du Guangxi (UCI World Tour)

## Compétitions
- Cyclisme aux Jeux olympiques d'été de 2024
- Cyclisme aux Jeux paralympiques d'été de 2024
- Championnats d'Europe sur route 2024
- Championnats du monde de cyclisme sur route 2024
- Championnats du monde de paracyclisme sur route 2024

## Décès

### Janvier
- 4 janvier :  Raymond Elena (92 ans)[1].
- 12 janvier :  Richard Bukacki (77 ans)[2]
- 16 janvier :  Ottavio Dazzan (66 ans)[3]
- 17 janvier :  Willy Truye (89 ans)[4]
- 23 janvier :  Jan Bogaert (66 ans)[5]

### Février
- 7 février :  Luigi Arienti (87 ans)[6]
- 13 février :  Robert Varnajo (94 ans)[7]
- 17 février :  Jaap Oudkerk (86 ans)[8]

### Mars
- 4 mars :  Pepp Iyffert (79 ans)[9]
- 21 mars :  Marcel Fernandez (94 ans)
- 24 mars :  Gordon Singleton (67 ans)[10]
- 28 mars :  Natalya Melekhina (61 ans)[11]

### Avril
- 8 avril :  Alexey Tsatevitch (34 ans)[12]
- 11 avril :  Janet Augusto (88 ans)[13]

### Mai
- 3 mai :  Imerio Massignan (87 ans)[14]
- 21 mai :  Louis Bergaud (95 ans)[15]
- 22 mai :  Paul Vermeulen (86 ans)[16]
- 29 mai :  André Dupré (93 ans)[17]

### Juin
- 3 juin :  Dag Erik Pedersen (64 ans)[18]
- 9 juin :  Mikhaïl Kolyuschev (81 ans)[19]
- 13 juin :  Bernard Gavillet (64 ans)[20]
- 23 juin :  Claude Buchon (75 ans)[21]
- 30 juin :  Gilbert Desmet (93 ans)[22]

### Juillet
- 2 juillet :  Karel Rottiers (71 ans)[23]
- 5 juillet :  Raphaël Géminiani (99 ans)[24]
- 6 juillet :  André Drege (25 ans)[25]
- 11 juillet :  Bas Maliepaard (86 ans)[26]
- 13 juillet :  Joseph Carrara (86 ans)[27]

### Août
- 8 août :  Tomasz Lisowicz (47 ans)[28]
- 9 août :  Roger Gaignard (91 ans)[29]
- 11 août :  Daniela Larreal (50 ans)[30]

### Septembre
- 16 septembre :  Robert Dill-Bundi (65 ans)[31]
- 18 septembre :  Rolf Wolfshohl (85 ans)[32]
- 22 septembre :  José Grande (79 ans)
- 23 septembre :  Henri Guimbard (86 ans)[33]
- 23 septembre :  Daniel Barjolin (86 ans)[34]

### Octobre
- 2 octobre :  Guido Carlesi (87 ans)[35]
- 4 octobre :  Marlon Pérez (48 ans)[36]
- 14 octobre :  Jiří Bartolšic (71 ans)[37]
- 17 octobre :  Émile Daems (86 ans)[38]
- 27 octobre :  Jean-Pierre Paranteau (80 ans)[39]

### Novembre
- 12 novembre :  Michael Hübner (65 ans)[40]
- 22 novembre :  Jean Jourden (82 ans)[41]
- 24 novembre :  Jos Lammertink (66 ans)[42]

### Décembre
- 1 décembre :  Crescenzo D'Amore (45 ans)[43]
- 30 décembre :  Pierre Nardi (94 ans)[44]
- 30 décembre :  Gianni Savio (76 ans)[45]
- 30 décembre :  Émile Idée (104 ans)[46]